# 乙酸铀酰钠
乙酸铀酰钠是一种铀化合物，化学式为NaUO2(CH3COO)3，它是可溶于水的黄色晶体。

## 性质
乙酸铀酰钠是黄色晶体，属立方晶系，P213空间群，晶胞参数a=10.670 Å，Z=4。
它存在水合物，水合物受热失水，得到无水物。无水物加热继续分解，生成乙酸钠、二氧化铀、二氧化碳等物质。